# Municipio de Lee (condado de Johnson)
El municipio de Lee (en inglés: Lee Township) es un municipio ubicado en el condado de Johnson en el estado estadounidense de Arkansas. En el año 2010 tenía una población de 257 habitantes y una densidad poblacional de 8,31 personas por km².

## Geografía
El municipio de Lee se encuentra ubicado en las coordenadas 35°29′12″N 93°40′47″O / 35.48667, -93.67972. Según la Oficina del Censo de los Estados Unidos, el municipio tiene una superficie total de 30.92 km², de la cual 30,81 km² corresponden a tierra firme y (0,35 %) 0,11 km² es agua.

## Demografía
Según el censo de 2010, había 257 personas residiendo en el municipio de Lee. La densidad de población era de 8,31 hab./km². De los 257 habitantes, el municipio de Lee estaba compuesto por el 94,55 % blancos, el 0,78 % eran amerindios, el 4,28 % eran asiáticos, el 0,39 % eran de otras razas. Del total de la población el 0,39 % eran hispanos o latinos de cualquier raza.